# 大谷享子
大谷 享子（おおたに きょうこ、1936年2月11日 - 2006年1月17日）は、昭和32年（1957年）のミス・ユニバース・ジャパンである。世界大会（ミス・ユニバース1957）でTop15に入賞、大陸別部門賞のMiss Asiaを受賞。
戦後最大級のフィクサーと呼ばれた大谷貴義の長女である。

## 経歴・人物
和歌山県出身。大妻女子大学短期大学部を中途退学し、国際クッキングスクールを卒業した。
1957年、ミス・ユニバースの国内大会に応募するも、最初はその事実が発覚するのを恐れて新聞を隠したりもした。日本代表に選ばれ、同年7月にカリフォルニア州のロングビーチで行われた第6回ミス・ユニバース世界大会（ミス・ユニバース1957）に出場。「一人娘だったこともあり家庭の監督はすごくきびしかった」が、それに対する反抗精神もあり、反対を押し切っての出場だった。
その大会で、当時21歳無職で身長168センチ、体重55キロ、スリーサイズ87-56-87だった大谷はセミファイナルに進出、Top15に入賞し、大陸別部門賞のMiss Asiaを受賞した。
作家の吉川英治のすすめにより、1960年（昭和35年）、裏千家14世千宗室の三男・巳津彦と結婚した。媒酌人は、吉川夫妻と福田赳夫夫妻が勤めた。父・大谷貴義が福田と懇意で、裏千家と福田首相を結び付けた人物とも言われる。
1966年（昭和41年）、夫と死別し株式会社日美の代表取締役社長に就任。1997年（平成9年）、社長職を長男・裕巳（宗裕）に譲り、代表取締役会長に就任。
2006年（平成18年）1月17日、69歳で死去した。
弟の吉右は、父・大谷貴義同様宝石卸・貸しビル業を営み、政・財・官界、芸能界、スポーツ界の著名人と深い親交がある。2008年の裏千家の初釜に福田康夫首相が出席したのも大谷貴義のつながりだとする報道もある。